# Сарапулка (Берёзовский муниципальный округ)
Сарапу́лка — посёлок в Берёзовском муниципальном округе Свердловской области России. Ранее был центром Сарапульского поссовета города Берёзовского. С 1947 по 2004 год имел статус рабочего посёлка (посёлка городского типа).

## Географическое положение
Посёлок Сарапулка расположен в 16 километрах восточнее города Берёзовского (в 19 километрах по автодороге). Через посёлок протекает река Сарапулка — правый приток Пышмы. В окрестностях посёлка Сарапулка расположен гидрологический природный памятник — затопленный мраморный карьер с сероводородным фонтанирующим источником с целебной водой.

## История посёлка
Посёлок основан в 1690-х годах первопоселенцами, которые были государственными крестьянами. Жители в XIX — нач. XX вв. занимались хлебопашеством, маслобойным, бондарным делом и выжигом извести.
На 1825 год селение было довольно большим. Большей частью жители были старообрядцамм, бежавшими из средней России. По преданию первый поселенец был Сарапулец, по прозвищу которого названо было и село. До 1861 года жители были горнозаводскими непременными рабочими и числились крестьянами и мещанами. В начале XX века большая часть жителей имели маслобойные заведения, на которых выделывается до 10000 пудов конопляного и льняного масла; другие жители гнали смолу и делали деревянную посуду.
В 1881 году была открыта земская школа.
В 1947 году Сарапулка получила статус рабочего посёлка.
С 1950-х годов работали мебельная фабрика и цех БМДК, который в 1990-х годах был ликвидирован.
31 декабря 2004 года Сарапулка была отнесена к категории сельских населённых пунктов к виду посёлок.

## Покровская единоверческая церковь
С 1838 года жители-старообрядцы стали обращаться в единоверие. Существовавшая в селе староверческая часовня перешла в 1840 году к единоверцам. Деревянная часовня была перестроена в однопрестольную церковь (к часовне был пристроен алтарь), которая освящена в честь Покрова Пресвятой Богородицы 30 октября 1893 года. Церковь была снаружи обшита тесом, внутри оштукатурена. До 1897 года церковь была приписной к Свято-Троицкому храму города Екатеринбурга. В память освобождения крестьян от крепостной зависимости ежегодно 8 июня совершались торжественное богослужение и крестный ход на воду. Во время крестного хода из деревни Становой чтимая храмовая икона святого чудотворца Николая икона приносилась и находилась до 7 июля в селе, а потом относилась в Свято-Троицкую церковь Екатеринбурга и была всё время на руках народа. Церковь была закрыта в 1929 году. Был убран алтарь, пристроили сцену и открыли клуб. Затем здание храма снесли.
На средства купцов С. Юргина и С. Кузьмина рядом была построена новая каменная однопрестольная единоверческая церковь, которая была освящена в честь Покрова Пресвятой Богородицы 24 июля 1916 года. Кирпич, необходимый для строительства, делали за околицей села вручную, а высота церкви с крестами составляла 36 метров. Церковь была закрыта в 1940 году, а в советское время была перестроена.

## Население
| 1873  | 1959  | 1970  | 1979  | 1989 | 2002 | 2010  |
| ----- | ----- | ----- | ----- | ---- | ---- | ----- |
| 682   | ↗2590 | ↘1340 | ↘1079 | ↘922 | ↘900 | ↗1037 |
| 2011  |       |       |       |      |      |       |
| ↗1540 |       |       |       |      |      |       |

## Экономика и инфраструктура
В Сарапулке расположен ряд лесоперерабатывающих предприятий, а также предприятие по розливу и доставке питьевой воды «Вода Уральская». В посёлке расположен также женский реабилитационный центр фонда «Город без наркотиков». Через посёлок проходит автодорога из Берёзовского на Белоярское водохранилище. Сарапулка связана с Берёзовским автобусным сообщением. Имеются школа, библиотека, магазины.
Пассажирские перевозки осуществляются автобусом № 121 (Берёзовский — Сарапулка — Екатеринбург).